# Saint-Étienne-en-Dévoluy
Saint-Étienne-en-Dévoluy je naselje in občina v jugovzhodnem francoskem departmaju Hautes-Alpes regije Provansa-Alpe-Azurna obala. Leta 2006 je naselje imelo 587 prebivalcev.

## Geografija
Kraj leži v pokrajini Daufineji ob vznožju pogorja Dévoluy, 35 km severozahodno od središča departmaja Gapa. Na ozemlju občine se nahaja zimskošportno središče SuperDévoluy.

## Administracija
Saint-Étienne-en-Dévoluy je sedež istoimenskega kantona, v katerega so poleg njegove vključene še občine Agnières-en-Dévoluy, La Cluse in Saint-Disdier z 945 prebivalci.
Kanton je sestavni del okrožja Gap.